# 伊莎貝拉鎮區 (密歇根州)
伊莎貝拉鎮區（英語：Isabella Township）是位於美國密歇根州伊莎貝拉縣的一個行政鎮區。

## 地方資料
伊莎貝拉鎮區的面積為94.22平方千米，當中陸地面積為94.07平方千米，而水域面積為0.15平方千米。根據2020年美國人口普查的數據，當地共有人口2096人，而人口密度為每平方千米22.25人。